# Antonine Maillet
Pour les articles homonymes, voir Maillet.
Antonine Maillet, née le 10 mai 1929 à Bouctouche au Nouveau-Brunswick (Canada) et morte le 17 février 2025 à Montréal,, est une romancière et dramaturge acadienne (canadienne). Ses œuvres les plus connues sont la pièce La Sagouine et le roman Pélagie-la-Charrette pour lequel elle obtient le prix Goncourt en 1979.

## Biographie

### Enfance et études

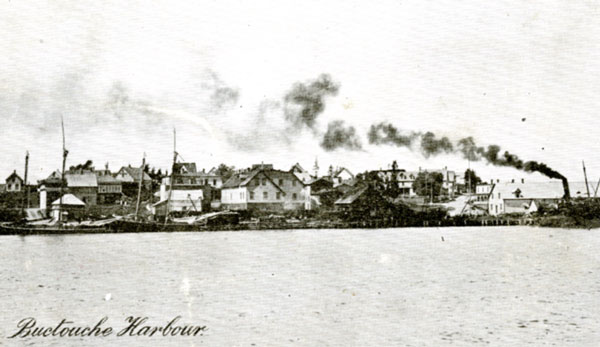
Bouctouche vers 1930.

Antonine Maillet naît le 10 mai 1929 à Bouctouche au Nouveau-Brunswick,. Elle a cinq sœurs et trois frères et elle est l'une des plus jeunes enfants de la famille,. Ses parents sont instituteurs mais son père abandonne son emploi pour devenir gérant du magasin général Irving de la ville, une période rappelée dans le monologue Nouël de La Sagouine. Sa mère est une Cormier, et c'est une Mme Cormier qui est la narratrice de son premier roman, Pointe-aux-Coques. Elle soutient que le nom Maillet est une déformation de Martel et fait donc remonter ses ancêtres à Charles Martel, père de Pépin le Bref et grand-père de Charlemagne. Son premier ancêtre en Acadie est Jacques Maillet, le seul originaire de Paris.
Elle fréquente l'école de Bouctouche, de 1935 à 1944. Très jeune, elle découvre dans son village la séparation des « gens bien, l'occurrence riches et puissants » et des « éprouvés, pauvres et souvent isolés », qui deviendra un thème important de ses romans. Ses parents, des patriotes, lui inculquent l'acadianité et la culture française.
Elle entre, en 1944, au Collège Notre-Dame d'Acadie de Memramcook. Elle est éditrice du journal étudiant Bleuettes. Le collège est déplacé à Moncton en 1949. C'est là qu'elle obtient son baccalauréat en arts en 1950 ou 1952, selon les sources.
Elle meurt le 17 février 2025 à Montréal, à l'âge de 95 ans,. De nombreux hommages lui sont donnés, dont par le premier ministre du Canada, Justin Trudeau et le président français Emmanuel Macron, qui rend hommage à son « œuvre immense ».

### Courte vocation religieuse et premiers textes
Après son baccalauréat, elle entre à la Congrégation Notre-Dame du Sacré-Cœur et prend le nom de sœur Marie-Grégoire. Elle est tout d'abord institutrice à Richibouctou-Village, dans Cap-de-Richibouctou. Elle enseigne ensuite les lettres au Collège Notre-Dame d'Acadie de 1954 à 1960. Elle obtient entre-temps une maîtrise ès arts au même établissement en 1959,.
C'est pour les étudiantes de son collège qu'elle écrit ses premières pièces de théâtre, Entracte en 1957 et Poire-Acre en 1958. C'est d'ailleurs dans une collection jeunesse que son premier roman, Pointe-aux-Coques, est publié en 1958. Ce roman traite de l'année qu'elle a passée à Richibouctou-Village et est narré par une Mme Cormier, qui est en fait le nom de sa mère. C'est la première fois qu'elle utilise le français acadien dans un texte.
Elle obtient le prix du Festival national d'arts dramatiques pour sa pièce Poire-Acre en 1958. Elle obtient le prix du Conseil des arts du Canada de la meilleure pièce canadienne en 1960 pour Les jeux des enfants sont faits, présentée à Vancouver. La même année, on lui décerne le prix Champlain pour Pointe-aux-Coques. Antonine Maillet quitte la congrégation peu de temps après.

### Retour aux études et enseignement
Elle s'inscrit en 1961 à l'Université de Montréal, où elle obtient une licence en lettres un an plus tard. Elle rédige un mémoire de maîtrise portant sur Gabrielle Roy de 1962 à 1963. Elle obtient une bourse du Conseil des Arts du Canada afin d'aller étudier à Paris où elle commence ses recherches sur François Rabelais. Elle entreprend aussi un voyage au Proche-Orient et en Afrique.
Elle enseigne à l'Université de Moncton de 1964 à 1967. De juin à août 1966, elle effectue des recherches sur le folklore acadien en vue de sa thèse de doctorat. Elle enseigne au Collège des Jésuites de Québec de 1968 à 1969. Entre-temps, elle fait des recherches sous la supervision de Luc Lacourcière et elle obtient un doctorat en lettres de l'Université Laval en 1969 ou 1970, selon les sources,. Sa thèse, Rabelais et les traditions populaires en Acadie, est publiée en 1971. Elle étudie à Paris de 1969 à 1970. Elle en profite pour écrire des contes et les premières versions de La Sagouine. Elle retourne à Montréal mais part aussitôt enseigner la création littéraire et la littérature orale à l'Université Laval. Elle devient professeure à l'Université de Montréal en 1974. Elle enseigne aussi à l'Université de Californie à Berkeley et à l'Université d'État de New York à Albany. À la suite du succès important de La Sagouine, elle quitte l'enseignement en 1975 pour se consacrer entièrement à l'écriture. Elle travaille ensuite pour Radio-Canada à Moncton, en qualité de scénariste et animatrice.

### Cycle de Radi
Dans On a mangé la dune (1962), l'auteure introduit un premier personnage récurrent, Radi. Radi est en fait l'enfant qu'a été Radegonde, un nom que se donne Antonine dans les romans inspirés par sa vie et son milieu. Radi réapparaît dans Le Chemin Saint-Jacques (1996) et Chronique d'une sorcière de vent (1999).

### Cycle de l'Île-aux-Puces

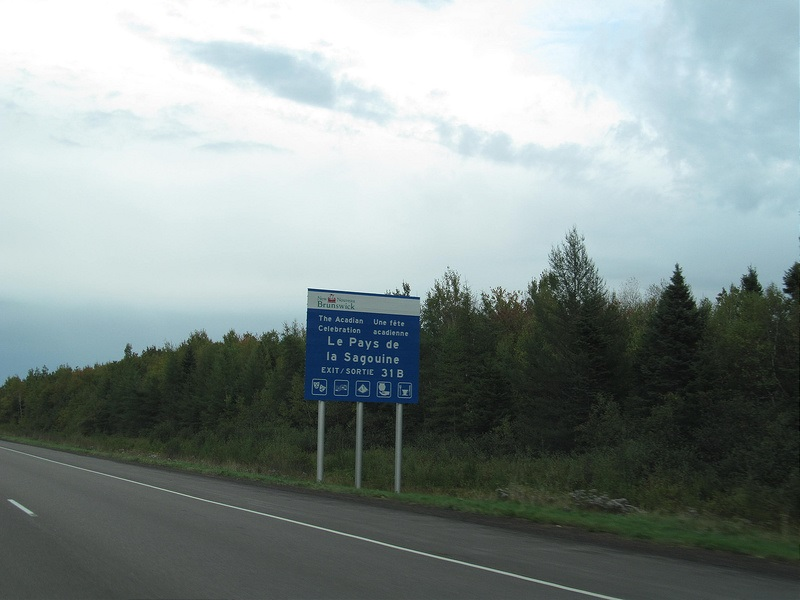
Le Pays de la Sagouine à Bouctouche en Acadie.

Elle écrit Les Crasseux en 1966 mais la pièce n'est publiée qu'en 1968. Dans un texte ne comportant pas beaucoup de français acadiens, elle introduit La Sagouine, Don l'Orignal, Michel-Archange, Noume, Citrouille, La Sainte et La Cruche.
Elle lit des textes de La Sagouine à la Première Chaîne en 1970. Elle fait sa première lecture publique de ce texte en 1971 au Centre d'Essai des auteurs dramatiques de Montréal. La Sagouine est publiée la même année chez Leméac ; tous les exemplaires sont écoulés en cinq mois. La pièce est mise en scène par Eugène Gallant et produite par la troupe Les Feux chalins de Moncton en 1971. L'interprétation de Viola Léger contribue au succès de la pièce. En 1972, la pièce est en tournée dans plusieurs villes dont Saskatoon et Montréal. C'est la présentation au Théâtre du Rideau Vert de cette ville qui donne véritablement sa popularité à Antonine Maillet. La Sagouine fait partie du cycle de l'Île-aux-Puces, qui regroupe plusieurs de ses œuvres ultérieures.
Le roman Don l'Orignal, publié en 1972, lui mérite le prix du Gouverneur général. Elle introduit finalement le personnage de Mariaagélas dans le recueil de contes et de souvenirs Par derrière chez mon père (1972). Elle obtient un doctorat honorifique de l'Université de Moncton la même année.
La Sagouine est produite à Monaco, Montréal et Moncton en 1973.
Mariaagélas (1973) mérite le Grand prix de la Ville de Montréal à son auteure ainsi que le prix des Volcans et le prix France-Canada en 1975. Il est en effet considéré comme l'un de ses plus beaux textes en prose, abondant de passages poétiques et d'humour mais constituant aussi une critique sociale.
Le cycle de l'Île-aux-Puces se poursuit en 1973 avec Gapi et Sullivan, en 1977 avec La Veuve enragée et en 1981 avec La Contrebandière,.
Le succès d'Antonine Maillet ne plait pas à tout le monde, Victor-Lévy Beaulieu y voyant une « Acadie arriviste », s'affichant avec « outrecuidance », parlant de « ce nulle part de l'enpremier » et récoltant « baveusement tous les marbres [de la littérature] ».
L'ouverture du complexe récréo-touristique du Pays de la Sagouine en 1992 à Bouctouche donne vie aux personnages du cycle de l'Île-aux-Puces. Deux séries télévisées sont aussi réalisées sur La Sagouine.

### Autres œuvres
Son roman de la « nativité acadienne », Emmanuel à Joseph à Dâvit, lui vaut le prix France-Acadie en 1975. En 1977, Les Cordes-de-bois, son premier long texte de fiction, est en nomination pour le prix Goncourt et remporte le Prix des quatre jurys. Le vote pour le Prix Goncourt avait en fait donné lieu à une égalité avec le roman John l'Enfer de Didier Decoin. Le jury aurait alors affirmé que le prix ne peut être donné « à une œuvre écrite dans la langue d'avant Malherbe », ce qui fut critiqué par la presse.
En 1976, elle a été créée officière de l'Ordre du Canada et a été promue Compagnon en 1981. Antonine Maillet a reçu de la Société royale du Canada la médaille Lorne Pierce en 1980. En 1985, elle a été faite officier de l'ordre des Arts et des Lettres de France et en 2005, elle a été nommée à l'Ordre du Nouveau-Brunswick. Elle est membre du Conseil privé de la Reine pour le Canada.
En 1979, son œuvre Pélagie-la-Charrette a remporté le prix Goncourt, et Antonine Maillet devient la première non-européenne à gagner ce prix. La même année, la ville d’Outremont, où habite Maillet, a renommé la rue Wilder où elle habite en avenue Antonine-Maillet, afin d’honorer la récipiendaire du Prix Goncourt. Son roman ouvre la voie à une écriture plus complexe, basée plus sur la narration que sur l'intrigue et construite autour de la relation entre les personnages et l'auteure.
Elle est l'auteur de nombreux romans et pièces de théâtre très populaires. Son roman Pélagie-la-Charrette évoque le Grand Dérangement de 1755 (déportation des Acadiens par les Britanniques). C'est l'histoire et le folklore de l'Acadie qui l'inspirent.

### Vie privée
Antonine Maillet fut de nombreuses années la compagne,de Mercedes Palomino, la cofondatrice du théâtre du Rideau Vert.

## Écriture

### Ethnologie
Antonine Maillet utilise le français normatif ou le vieux français acadien dans ses œuvres, le tout dans une recherche constante de l'oralité. Victor-Lévy Beaulieu moque l'usage du français acadien par Antonine Maillet, ce que Ben-Z. Shek dénonce comme une tentative d'imposer son point de vue de ce qu'est un roman à l'ensemble des auteurs.
Le « pays » délimité par un triangle situé entre Rogersville, Saint-Norbert et Bouctouche figure sous différents noms dans ses romans et c'est celui qui est évoqué lorsque les personnages sont contraints de vivre ailleurs, comme dans Évangéline Deusse (1975).
Pointe-aux-Coques introduit un aspect ethnologique et ce de manière mal intégrée à l'univers imaginaire, selon Ben-Z. Shek, qui dénonce aussi cela pour l'ensemble son œuvre.

### Critique sociale
Quoiqu'elle ne soit ni pauvre comme la Sagouine ni une historienne ou une sociologue, Antonine Maillet prend clairement parti pour les pauvres, et se dit attirée par ces gens, partout dans le monde. Elle décrit ce choix comme étant à la fois « humain et esthétique ». Décrite par Ben-Z. Shek comme une néo-nationaliste, elle se sent concernée par la « domination économique » et « l'oppression nationale » mais aussi par la diversification sociale au sein de l'Acadie. Son roman Pointe-aux-Coques (1958) fait déjà mention, quoique de manière rudimentaire, de ce parti pris. Elle y décrit « l'armée » de chômeurs de la Grande Dépression, et le besoin pour les pêcheurs de s'organiser. Les Crasseux (1966) introduit la division physique, sociale et culturelle entre les « gens d'en haut » et les « gens d'en bas », qui figure dans plusieurs de ses textes. La Sagouine combine habilement la critique sociale et une forme esthétique appropriée, en faisant l'une des œuvres les plus remarquables de la littérature canadienne francophone d'après-guerre. Selon Simone Leblanc-Rainville, sa publication est même un événement d'une grande portée sociale car elle laisse « les plus défavorisés parler pour tous », causant un choc chez l'élite, pour qui « la misère est un reproche à sa bonne conscience ». Bruno Drolet parle même d'injustices sociales « sans doute réelles ». La Sagouine cause aussi un débat sur la résignation et le fatalisme du personnage, son trait « le plus typiquement acadien » selon Simone Leblanc-Rainville, pour qui elle annonce la « révolte contenue » d'un « peuple bafoué », que seuls des gens « naïfs » ne peuvent pas voir.

### Influences
L'une des grandes influences d'Antonine Maillet est François Rabelais, qui est non seulement l'objet de sa thèse de doctorat mais dont l'œuvre est intégrée dans la pièce Panurge, ami de Pantagruel en 1983. L'œuvre toninienne rejoint la rabelaisienne par sa verve, ses jeux de mots et son sens de la formule. L'auteure affirme que ses idoles sont William Faulkner, Marcel Proust et Gabriel García Márquez.
Ses œuvres sont écrites en chiac, influencé par l'anglais. Toutefois, elle déclare en entrevue avec Le Figaro : « Jamais je n'aurais accepté qu'on me dise que je suis anglophone ».

## Prix littéraire Antonine-Maillet-Acadie Vie
Le Prix littéraire Antonine-Maillet-Acadie Vie est une entreprise qui vise à promouvoir la littérature acadienne et à reconnaître des Acadiens et Acadiennes qui, par la qualité de leur travail dans le domaine littéraire, contribuent au rayonnement de l'Acadie dans le monde.
Par ce prix, la compagnie d'assurance Acadie Vie affiliée au Mouvement des caisses populaires acadiennes, rend hommage à la fois à la première grande écrivaine Acadienne, mais aussi aux créateurs littéraires acadiens. Évaluées par un jury, les œuvres littéraires retenues sont récompensées lors de l'ouverture du Festival acadien de la poésie.

## Dans la culture
L’« œuvre immense » d'Antonine Maillet est mentionnée dans le recueil de poésie La Terre tressée, de Claude Le Bouthillier. Un timbre canadien à son effigie a été imprimé en 2024.

## Honneurs
- 1960 : Prix de littérature de jeunesse du Conseil des Arts du Canada
- 1961 : Prix Champlain (francophonie nord-américaine hors Québec)
- 1972 : Prix du Gouverneur général
- 1973 : Grand Prix du livre de Montréal
- 1975 : Prix Québec-Paris, Mariaagélas
- 1975 : Prix des Volcans (France)
- 1976 : Prix littéraire de La Presse (Québec)
- 1976 :  Officier de l'Ordre du Canada
- 1976 :  Compagnon de l'Ordre du Canada
- 1978 : Prix des Quatre Jurys (Canada)
- 1979 : Prix Goncourt (France)
- 1980 :  Officière de l'ordre des Palmes académiques (France)
- 1980 : Médaille Lorne Pierce (Canada)
- 1981 : Médaille Gloire de l'Escolle (Québec)
- 1981 : Chevalier de l'ordre de la Pléiade (Assemblée parlementaire de la Francophonie)
- 1984 : Ordre des francophones d'Amérique
- 1985 :  Officière de l'ordre des Arts et des Lettres (France)
- 1990 : Officier de l'Ordre national du Québec
- 1991 : Grands Montréalais
- 1997 :  Commandeure de l'ordre national du Mérite (France)
- 2003 :  Officière de la Légion d'honneur (France)
- 2003 : Commandeur de l'ordre de Saint-Charles (Monaco)
- 2010 : Prix hommage 2010, Soirée des prix Éloizes (Acadie)
- 2011 : Officier de l'ordre de la Pléiade (Assemblée parlementaire de la Francophonie)
- 2020: Citoyenne d'honneur de la ville de Montréal (Québec)
- 2020 : Prix Acadie-Québec 2020 Gouvernement du Québec et la Société nationale de l'Acadie (Canada)[21]
- 2021 : Commandeur de l'Ordre national de la Légion d'honneur (France)[22],[23]

## Affiliations
- Membre de l'Académie des lettres du Québec
- Membre de l'Association des écrivains de langue française
- Membre de la Société des auteurs et compositeurs dramatiques de France
- Membre de la Société des gens de lettres de France
- Membre du conseil littéraire de la Fondation Prince Pierre de Monaco
- Membre de l'Union des écrivaines et des écrivains québécois
- Membre du Haut Conseil de la francophonie
- Chancelier de l'Université de Moncton (1989-2001)[24]
- Membre de la Société royale du Canada

## Œuvres choisies
- 1958 : Pointe-aux-Coques
- 1962 : On a mangé la dune
- 1968 : Les Crasseux
- 1971 : La Sagouine
- 1971 : Rabelais et les traditions populaires en Acadie
- 1972 : Don l'Orignal
- 1972 : Par derrière chez mon père
- 1973 : Gapi et Sullivan
- 1973 : L'Acadie pour quasiment rien
- 1973 : Mariaagélas
- 1975 : Évangeline Deusse
- 1976 : Gapi
- 1976 : Mon pays c’est un conte (lire en ligne)
- 1977 : La Veuve enragée
- 1977 : Les Cordes-de-bois
- 1978 : Le Bourgeois gentleman
- 1979 : Pélagie-la-Charrette
- 1981 : Cent ans dans les bois
- 1981 : Christophe Cartier de la Noisette dit Nounours, conte jeunesse illustré par Hans Traxler, coéditions Hachette - Lemeac
- 1981 : La Contrebandière
- 1981 : Les drolatiques, horrifiques et épouvantables aventures de Panurge, ami de Pantagruel
- 1982 : La Gribouille
- 1984 : Crache à pic
- 1986 : Garrochés en paradis
- 1986 : Le Huitième Jour
- 1987 : Margot la folle
- 1990 : L'Oursiade
- 1991 : William S.
- 1992 : Les Confessions de Jeanne de Valois
- 1993 : La Nuit des rois
- 1995 : La Fontaine ou la Comédie des Animaux
- 1996 : Le Chemin Saint-Jacques
- 1996 : L'Île-aux-Puces
- 1999 : Chronique d'une sorcière de vent
- 2002 : Madame Perfecta
- 2003 : Le temps me dure
- 2006 : Pierre Bleu
- 2009 : Le Mystérieux Voyage de Rien
- 2010 : Fais confiance à la mer, elle te portera
- 2022 : Mon testament